# Congrés Internacional de Matemàtics de 1920
El Congrés Internacional de Matemàtics de 1920 va ser el sisè Congrés Internacional de Matemàtics celebrat del 22 de setembre al 30 de setembre de 1920, a Estrasburg, França, i no a Estocolm tal com s'havia proposat el 1912.
El Consell Internacional de Recerca s'havia fundat a Brussel·les l'any 1919 i havia decidit que el proper Congrés se celebraria a Estrasburg, i no a Estocolm com s'havia proposat al Congrés Internacional de Matemàtics de 1912. Això va ser perquè el Congrés de 1916 s'havia de celebrar a Estocolm, però es va perdre a causa de la Primera Guerra Mundial.
Durant aquest Congrés es va fundar el Congrés Internacional de Matemàtics. En aquest Congrés es va celebrar una Assemblea General de la Unió Matemàtica Internacional. A l'Assemblea General hi havia delegats de cadascuna de les onze Potències Aliades. Van prendre diverses decisions:
1. Tots els països neutrals van ser convidats a unir-se a la Unió.
2. Alemanya, Àustria, Hongria i Bulgària no podien ser membres segons els termes de l'International Research Council.
3. Es va decidir vincular la Unió Matemàtica Internacional als Congressos Internacionals de Matemàtics, donant a la Unió la facultat de determinar el lloc i la data de cada Congrés Internacional de Matemàtics. Només podien assistir als Congressos aquells de països que eren membres de l'International Research Council.
4. Charles De la Vallée Poussin va ser elegit president durant quatre anys, i Gabriel Koenigs va ser elegit secretari general durant vuit anys.

## Polèmica
Els matemàtics d'Alemanya, Austro-Hongria, Bulgària i Turquia van ser exclosos a causa de les sancions internacionals de la Primera Guerra Mundial. Aquesta decisió, basada en els països "culpats" de l'exclusió de la Primera Guerra Mundial, va ser recolzada per la majoria de la gent però hem de dir que es va oposar fermament per un petit nombre, sobretot G.H. Hardy i Gösta Mittag-Leffler, cap dels quals va assistir.